# Riksstäder

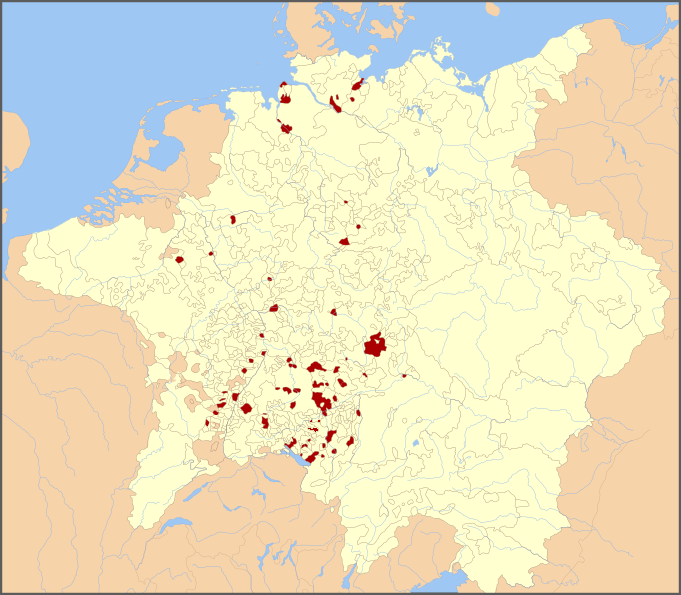
Riksstäder i Tysk-romerska riket, 1648.

Riksstäder (tyska Reichsstädte) kallades i det tysk-romerska riket riksomedelbara städer, det vill säga städer som hörde till riket omedelbart under kejsaren. 
De äldsta riksstäderna var de "pfalzstäder" som växte upp inom de kungliga domänerna. Då dessa hade sin största utsträckning i Sydtyskland, blev också riksstädernas antal störst i dessa trakter; redan 1248 var de omkring 70 i antal. Ursprungligen styrdes riksstaden av en kunglig ämbetsman (oftast benämnd Reichsschultheiss), men under 1200-talets strider, då kungarna sökte sitt stöd mot furstemakten främst hos riksstäderna, vann dessa ökad självständighet, i det de själva förvärvade den ena höghetsrättigheten efter den andra (uteslutande förfoganderätt över sin krigsmakt, mynträtt, rätt att uppta tullar och så vidare). Under denna tid vann också många forna "landsstäder" riksomedelbarhet. 
Den rätt att sluta förbund inbördes som riksstäderna hade började användas flitigt, speciellt kan man nämna rhenska stadsförbundet, schwabiska stadsförbundet och hansan. Den politiska betydelse riksstäderna vann visade sig särskilt i att de alltsedan 1200-talets mitt vann tillträde till riksdagen, fastän de först i westfaliska freden 1648 erkändes som likaberättigade vid sidan av övriga riksständer.
En särskild ställning intog de "biskopsstäder", som lyckades avvärja sina furstbiskopars anspråk på landshöghet och därför kallades "fria städer", då de vann en rättslig ställning som i stort sett överensstämde med riksstädernas. Därför kunde de också sammanfattas med riksstäderna under benämningen "fria och riksstäder" eller (senare) "fria riksstäder".
På riksdagen bildade städernas representanter det tredje kollegiet, vilket sönderföll i en rensk och en schwabisk "städtebank".
I den mån territorialfurstarnas makt växte och städernas inre blomstring avtynade, förlorade dessa också i politisk betydelse; även deras antal minskades, i det åtskilliga riksstäder av olika anledningar förlorade sin riksomedelbarhet. Omkring 1800 räknades 51 städer som riksstäder. Riksdagen 1803 berövades alla utom sex (Hamburg, Augsburg, Nürnberg, Lübeck, Bremen och Frankfurt) sin självständighet. Genom Pressburgfreden (1805) förlorade Augsburg och genom Rhenförbundet (1806) Nürnberg och Frankfurt am Main sin riksomedelbarhet; de tre återstående införlivades 1810 i Frankrike.
Vid Tyska förbundets bildande (1815) upptogs i detta fyra av de forna riksstäderna återigen under namnet "fria städer", nämligen Bremen, Frankfurt am Main, Hamburg och Lübeck. Av dessa utgör Bremen och Hamburg än idag egna delstater (förbundsländer) i Förbundsrepubliken Tyskland.

## Källa
Den här artikeln är helt eller delvis baserad på material från Nordisk familjebok, Riksstäder, 1904–1926.